# Jacques V
Pour les articles homonymes, voir Jacques.
Jacques V (Seumas V en écossais ou James V en anglais), né le 10 avril 1512 au palais de Linlithgow, mort le 14 décembre 1542 au palais de Falkland, est le fils de Jacques IV et de Marguerite Tudor. Il règne sur l'Écosse de 1513 à 1542 et est, avec son père, l’un des derniers rois d'Écosse dont le gaélique écossais est la langue maternelle.

## Biographie

### La régence
Jacques V n'a que dix-sept mois lorsque son père est tué à la bataille de Flodden Field le 9 septembre 1513. Dans un premier temps, la régence est confiée à sa mère Marguerite Tudor, assistée de l'archevêque de Glasgow James Beaton et des comtes de Huntly et d'Angus. Marguerite, qui n'a que 24 ans et un esprit volage, épouse après quelques mois le comte d'Angus. Ce dernier est du parti pro-anglais et se heurte au parti pro-français sur fond de violence et de brigandage.
Le Parlement d'Écosse, à majorité anglophobe, confie alors la régence au duc d'Albany. Ce dernier réside alors en France et le nouveau roi François Ier, partisan de l'alliance franco-écossaise, facilite son transfert. Albany est officiellement nommé régent le 10 juillet 1515. Les Stuart d'Albany étant issus de Jacques II par une branche cadette, il peut prétendre au trône d'Écosse en cas de décès prématuré du jeune roi. Jouant sur la situation, le roi d'Angleterre Henri VIII réclame à plusieurs reprises la garde de l'enfant-roi, qui accessoirement est son neveu. Il exerce ainsi une pression constante sur l'Écosse, aidant en sous-main les nobles anglophiles tels le clan Douglas dirigé par le comte d'Angus et son ami Lord Home.
Pour faire face aux escarmouches qui ont lieu sur les zones frontières des deux pays, le régent doit se rendre en France à deux reprises pour solliciter l'aide de François Ier dont la politique vis-à-vis de l'Angleterre est particulièrement fluctuante. En définitive, après une alternance de succès et de revers, Albany quitte définitivement l'Écosse en 1524 pour se mettre au service du roi de France.
Marguerite Tudor reprend la fonction de régente alors que les Douglas exercent la réalité du pouvoir en surveillant étroitement le roi encore mineur. Lors d'une partie de chasse au château de Falkland, le jeune roi, âgé de 16 ans, fausse compagnie à ses quasi-geôliers avec la complicité de l'archevêque de Glasgow et se réfugie auprès du gouverneur de Stirling, lord Erskine. Ce coup d'État royal du 22 mai 1528 rallie la majorité des nobles écossais. Les Douglas, eux, sont proscrits et exilés en Angleterre, et leur château de Tantallon confisqué.

### Règne personnel
Jacques V réussit à pacifier le pays et une trêve de cinq ans est signée en 1528 avec l'Angleterre. Conseillé par les deux archevêques James Beaton, nommé entretemps au siège de St Andrews, et Gavin Dunbar de Glasgow, le roi crée en 1532 le Collège de Justice, juridiction suprême d'appel, perçu comme une atteinte à l'autonomie judiciaire des seigneurs. Il s'oppose à l'introduction du protestantisme, condamnant le réformateur Patrick Hamilton au bûcher en 1528. Sa haine contre les Douglas ne désarmait pas et il fit condamner en 1537 Janet Douglas, la sœur du comte, accusée de sorcellerie et de complot contre lui. En 1541, il perdit coup sur coup, dans leur première année, son fils aîné Jacques et son cadet Robert, victimes de maladies infantiles.
En novembre 1541, Henri VIII convoque son neveu à York, mais Jacques V, conseillé par le cardinal David Beaton et son favori Oliver Sinclair, décline l'invitation. Vexé, le roi d'Angleterre pousse les Douglas à soulever leurs partisans contre le roi d'Écosse et envoie une armée sous le commandement de Thomas Howard, duc de Norfolk. Les Écossais résistent à l'invasion. Jacques V pense alors pouvoir envahir à son tour l'Angleterre, mais la reine est alors enceinte et le roi, malade, laisse le commandement au très impopulaire Sinclair. Son armée est défaite dans les marais de Solway Moss. Jacques V meurt quelques jours plus tard, le 14 décembre 1542, après avoir appris la naissance de sa fille Marie.

## Mariages et descendance
En 1536, Jacques V se rend en France pour épouser Marie de Bourbon, une fille du duc de Vendôme. Arrivé à destination, il tombe amoureux de Madeleine, l'aînée des deux filles de François Ier et de Claude de France, âgée de 16 ans. Devant l'obstination de Jacques, le mariage est célébré à la cathédrale Notre-Dame de Paris le 1er janvier 1537. De santé fragile, Madeleine meurt le 7 juillet 1537, deux mois après leur retour en Écosse.

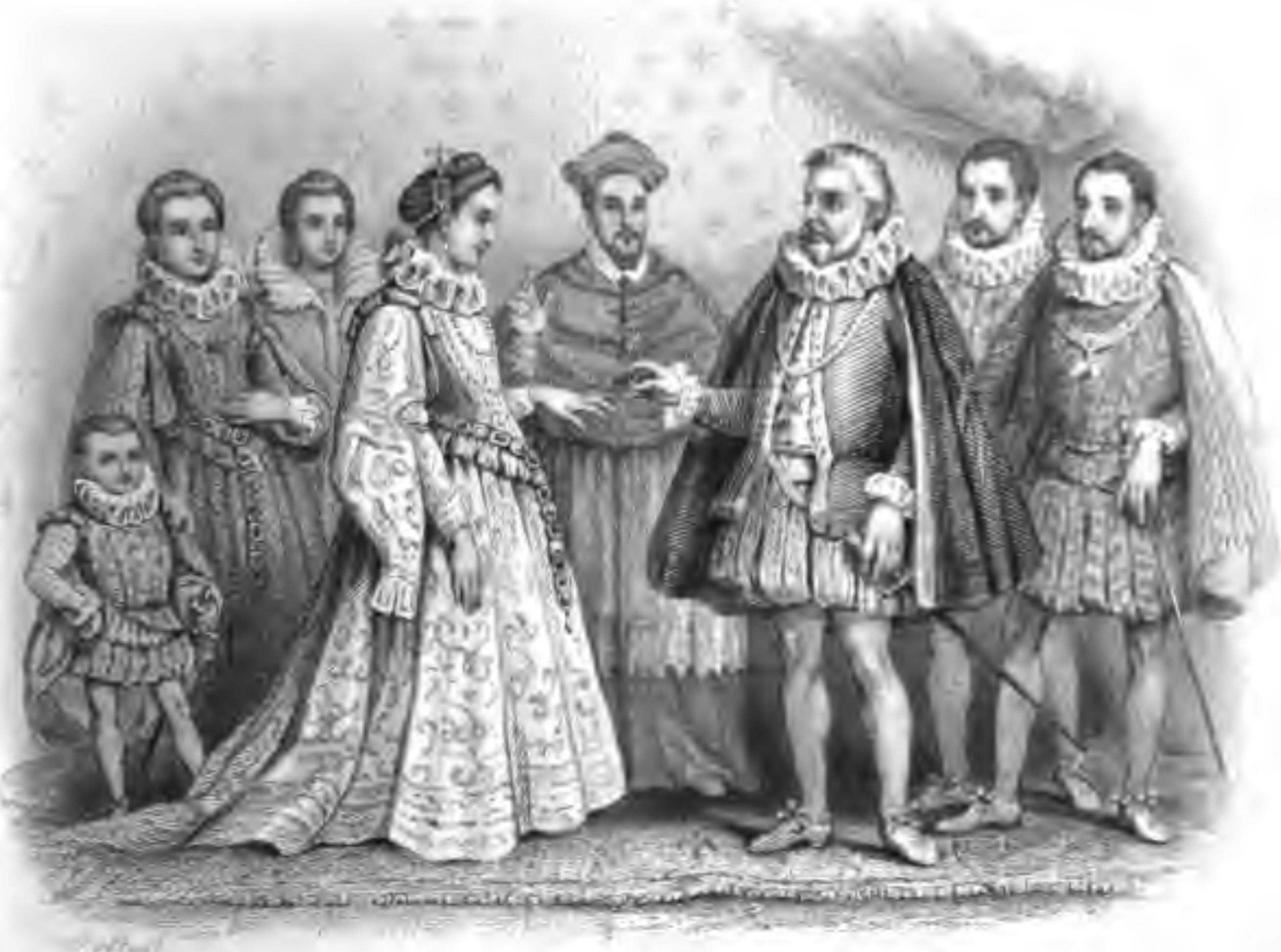
Mariage de Jacques V avec Marie de Guise

Toujours attaché à l'alliance française, Jacques V épouse, le 12 juin de l'année suivante à St Andrews, Marie de Lorraine-Guise, fille de Claude de Lorraine, duc de Guise et d'Antoinette de Bourbon et veuve de Louis d'Orléans, duc de Longueville. Ils ont trois enfants :
- Jacques (1540-1541), duc de Rothesay ;
- Arthur (1541-1541), duc d'Albany ;
- Marie (1542-1587), née six jours avant sa mort et qui lui succède sous la régence de sa mère.

Jacques V laisse par ailleurs une nombreuse postérité illégitime de plusieurs maîtresses :

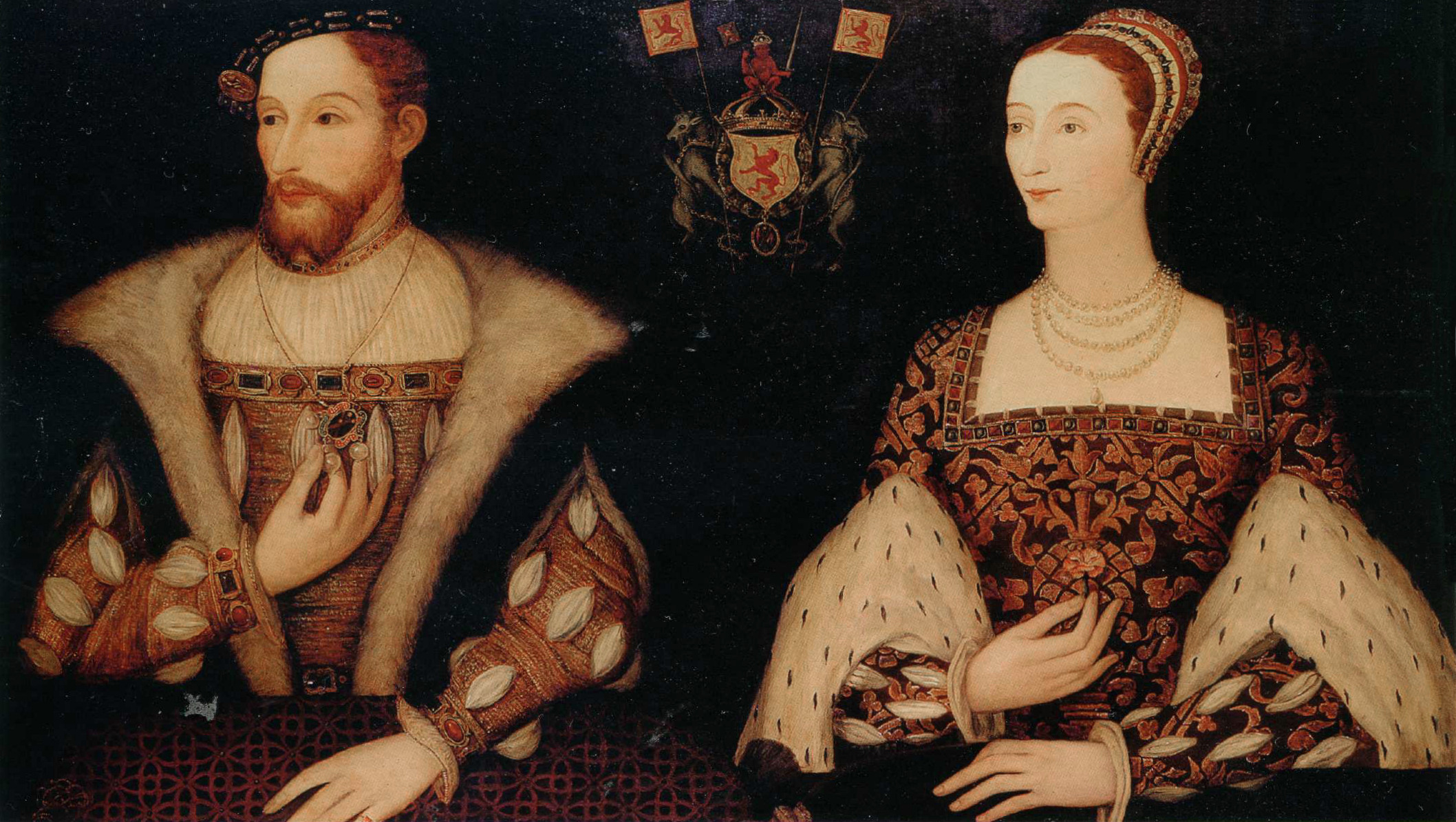
Jacques V et Marie de Guise

- de Margaret Erskine, fille de John Erskine, 5e lord Erskine :
  - James Stuart (1531-1570), comte de Moray et régent d'Écosse de 1567 à 1570 ;
- d'Euphemia Elphinstone :
  - Robert Stuart (1533-1591), comte des Orcades ;
- d'Élisabeth Shaw de Sauchie :
  - James Stuart (1529-1558), abbé de Kelso et de Melrose ;
- d'Élisabeth Stuart, comtesse de Sutherland (fille du comte de Lennox) :
  - Adam Stuart (1536-1606), prieur de Charterhouse ;
- d'Élisabeth Béthune de Creich : 
  - Jeanne Stuart, épouse d'Archibald Campbell, 5e comte d'Argyll ;
- de Christina Barclay Stuart :
  - Jacques Stuart (1531-1542) ;
- d'Élisabeth Carmichael :
  - John Stuart (1531-1563), prieur de Coldingham.